# B-ON
『B-ON』（ビーオン）は、2010年2月6日公開の日本映画。2010年4月24日公開の第2弾『B-ON 美女木兄弟戦争篇』、2010年11月27日公開の第3弾『B-ON 不良全滅篇』、2012年2月25日公開の第4弾『B-ON 蘭城高校危機一髪篇』、2012年7月28日公開の第5弾『B-ON 喧嘩上等死闘篇』、第6弾『B-ON 喧嘩上等決闘篇』、2012年11月10日公開の第7弾『B-ON.R 奴が帰ってきた篇』についてもここで扱う。

## B-ON

### 概要
- 蘭城高校2年トップ桜場煉のクラスに教師・不動文太がやってくる・・・

### キャスト

#### 蘭城高校

##### 2年生
桜場煉：亜未巻土
蘭城高校2年トップ
花山鉄鬼：庄田侑右
硬派
四上要：吾磨壮奇
影がある
釼持竜矢：大村一隆
頭が弱い
北川紳介：市川真治
頭脳派
九々琉真：渡名喜忠信
女好き
楓淳子：みろ
不登校レディース
栗林杏：奈之未夜
不登校レディース

##### 1年生
不動静香：留川真帆
文太の妹
陳剛：崇岡白
蘭城高校1年トップ
甲田豪：大里祐樹
陳の仲間
水嶋璃湖：木夏咲

#### 松梅高校

##### 2年生
西門刃地：彪芽立
松梅高校2年トップ

#### 美女木高校

##### 1年生
小林鋭二：玖導成近
美女木高校1年トップ

#### 東下高校

##### 3年生
伊丹影郎：佳本周也
東下高校3年ツートップ
官下たもる：上野山浩
東下高校3年ツートップ

##### 2年生
樋山リキ：間島亮
東下高校2年トップ

#### 国宝高校

##### 2年生
鮫来アバ：藤井大督
国宝高校2年トップ

#### 警察
不動文太：ギュウゾウ（電撃ネットワーク）
刑事、捜査のため教師として蘭城高校へ行く
不動静香の兄
麹町陽一：清水宏次朗（友情出演）
刑事

#### 学校教師
梶源次郎：藤原喜明
蘭城高校校長

### スタッフ
- 監督：佳本周也
- プロデューサー：佳本周也・さかたまゆみ
- 脚本：佳本周也
- 撮影：五味護
- 録音：TK
- アクション：みろ
- 音楽プロデュース：RUKA
- 製作：B→ON製作委員会・ロマネプロモーション
- 上映時間：95分

## B-ON 美女木兄弟戦争篇

### 概要
- 小林鋭二のいる美女木高校に砂生兄弟が来る・・・

### キャスト

#### 蘭城高校

##### 2年生
桜場煉：亜未巻土
蘭城高校2年トップ
四上要：吾磨壮奇
影がある
釼持竜矢：大村一隆
頭が弱い
北川紳介：市川真治
頭脳派
九々琉真：渡名喜忠信
女好き
楓淳子：みろ
不登校レディース
栗林杏：奈之未夜
不登校レディース

##### 1年生
不動静香：留川真帆
文太の妹
陳剛：崇岡白
蘭城高校1年トップ
甲田豪：大里祐樹
陳の仲間
設楽飛雄：酒井ヨヲスケ
陳の仲間
宇野伝斗：中口翔
陳の仲間
水嶋璃湖：木夏咲

#### 松梅高校

##### 2年生
西門刃地：彪芽立
松梅高校2年トップ
鋭二の兄
國丸：BETTANA!!
西門の手下

#### 美女木高校

##### 1年生
小林鋭二：玖導成近
美女木高校1年トップ
西門の弟
砂生海：青木映樹
砂生未来の弟
砂生未来：横井寛典
砂生海の兄
幡ヶ谷天：亀子のぶお
鋭二の仲間
柳生玄迅：斉藤陸
鋭二の仲間
和木颯人：三咲優
鋭二の仲間

#### 東下高校

##### 3年生
伊丹影郎：佳本周也
東下高校3年ツートップ
官下たもる：上野山浩
東下高校3年ツートップ

##### 2年生
内藤高：持富光一
東下高校2年トップ

#### 国宝高校

##### 2年生
鮫来アバ：藤井大督
国宝高校2年トップ

#### 大阪組
大阪一：九楽州
大阪組組長

#### 警察
不動文太：ギュウゾウ（電撃ネットワーク）
刑事、捜査のため教師として蘭城高校へ行く
不動静香の兄
戸松光：モト冬樹
刑事

#### 学校教師
校長先生 今作は登場しない
蘭城高校校長

### スタッフ
- 監督：佳本周也
- プロデューサー：佳本周也・さかたまゆみ
- 脚本：佳本周也
- 撮影：永井裕
- VE石井聖人
- アクション：みろ
- 音楽プロデュース：RUKA
- 製作：B→ON製作委員会・ロマネプロモーション
- 上映時間：95分

## B-ON 不良全滅篇

### 概要
- 蘭城高校が修塾光栄高校と合併してしまう・・・

### キャスト

#### 蘭城高校

##### 2年生
桜場煉：亜未巻土
蘭城高校2年トップ
四上要：吾磨壮奇
影がある
釼持竜矢：大村一隆
頭が弱い
北川紳介：市川真治
頭脳派
九々琉真：渡名喜忠信
女好き
楓淳子：みろ
不登校レディース
栗林杏：奈之未夜
不登校レディース

##### 1年生
不動静香：留川真帆
文太の妹
陳剛：崇岡白
蘭城高校1年トップ
甲田豪：大里祐樹
陳の仲間
設楽飛雄：酒井ヨヲスケ
陳の仲間
水嶋璃湖：木夏咲

#### 松梅高校

##### 2年生
西門刃地：彪芽立
松梅高校2年トップ
鋭二の兄
國丸：BETTANA!!
西門の手下

#### 美女木高校

##### 1年生
小林鋭二：玖導成近
美女木高校1年トップ
西門の弟

#### 東下高校

##### 3年生
伊丹影郎：佳本周也
東下高校3年ツートップ
官下たもる 今作は登場しない
東下高校3年ツートップ

#### 国宝高校

##### 2年生
鮫来アバ：藤井大督
国宝高校2年トップ
島田：岸野尚也
鮫来の手下
新垣：小笠原悠輝
鮫来の手下

#### 修塾光栄高校

##### 2年生
左寺木成男：山田ルイ53世
修塾光栄高校を辞める
砂生未来：横井寛典
修塾光栄高校に転入していた
赤石幻：辻岡正人
修塾光栄高校2年トップ
千寿明：田中稔彦
赤石の仲間
道明学士：安岡新八
赤石の仲間
真北友春：山本哲平
赤石の仲間
加賀：中内啓行
赤石の仲間
佐木：堀田達郎
赤石の仲間
梶川：伏岡嘉則
赤石の仲間
坂下美由紀：河口えり
千堂今日子：二宮夏稀
上原とも：山下若菜
華森あずさ：土岐麻梨子

#### 大阪組
大阪一：九楽州
大阪組組長
毛沢：小笠原ひでかず
組員

#### 警察
不動文太：ギュウゾウ（電撃ネットワーク）
刑事、捜査のため教師として蘭城高校へ行く
不動静香の兄

#### 学校教師
梶源次郎：藤原喜明
蘭城高校校長
瀬沢大河：ダンディ坂野
修塾光栄高校教師
一馬謙上：ジジ・ぶぅ
修塾光栄高校校長

### スタッフ
- 監督：佳本周也
- プロデューサー：佳本周也・さかたまゆみ
- 脚本：佳本周也
- 撮影：佳本周也
- アクション：みろ
- 音楽プロデュース：RUKA
- 製作：B→ON製作委員会・ロマネプロモーション
- 上映時間：81分

## B-ON 蘭城高校危機一髪篇

### 概要
- 鑑別所から出てきた垣町が蘭城高校にやってくる・・・

### キャスト

#### 蘭城高校

##### 2年生
桜場煉：亜未巻土
蘭城高校2年トップ
四上要：吾磨壮奇
影がある
釼持竜矢：大村一隆
頭が弱い
北川紳介：市川真治
頭脳派
九々琉真：渡名喜忠信
女好き
垣町新太：野澤慶昌
転入生
元東下四天王
楓淳子：みろ
不登校レディース
栗林杏：奈之未夜
不登校レディース

##### 1年生
不動静香：留川真帆
文太の妹
陳剛：崇岡白
蘭城高校1年トップ
甲田豪：大里祐樹
陳の仲間
設楽飛雄：酒井ヨヲスケ
陳の仲間
伊丹るな：柏田間理
東下高校から転入してくる

#### 松梅高校

##### 2年生
西門刃地 今作は登場しない
松梅高校2年トップ
鋭二の兄
國丸：BETTANA!!
西門の手下

#### 美女木高校

##### 1年生
小林鋭二：玖導成近
美女木高校1年トップ
西門の弟

#### 東下高校

##### 3年生
伊丹影郎：佳本周也
東下高校3年ツートップ
官下たもる：上野山浩
東下高校3年ツートップ

##### 2年生
電旗風道：子安慎悟
東下四天王
シルバ：福島学
東下四天王
王泰正：太三
東下四天王
闘士正義：伏岡嘉則
東下四天王

#### 国宝高校

##### 2年生
鮫来アバ 今作は登場しない
国宝高校2年トップ
島田卓：岸野尚也
鮫来の手下
新垣：小笠原悠輝
鮫来の手下
鯨井庄司：照井大介
鮫来が鑑別に入ったことによりトップに立つ

#### 修塾光栄高校

##### 2年生
赤石幻：辻岡正人
修塾光栄高校2年トップ

#### はぐれ不良
ウィル鈴木：大上健人
鬼剃り極悪ヤンキー

#### 大阪組
大阪一：九楽州
大阪組組長
神田：高橋信二朗
組員
毛沢：小笠原ひでかず
組員

#### 警察
霞ヶ関：かわさきひろゆき
刑事

#### 学校教師
不動文太：ギュウゾウ（電撃ネットワーク）
刑事から正式に蘭城高校教師となる
梶源次郎：藤原喜明
蘭城高校校長

### スタッフ
- 監督：佳本周也
- プロデューサー：佳本周也・さかたまゆみ ¹
- 脚本：佳本周也
- 撮影：佳本周也
- アクション：みろ
- 音楽プロデュース：RUKA
- 製作：B→ON製作委員会・ロマネプロモーション
- 上映時間：95分